# MUD-клиент
MUD-клиент — программное обеспечение, используемое для подключения к игровому серверу MUD. Простейший MUD-клиент — telnet, используется редко, ввиду отсутствия специфических функций. Клиенты, разработанные для игры в MUD, обычно обладают следующими функциями: поддержка ANSI цветов, псевдонимов, триггеров и скриптов. Некоторые клиенты позволяют рисовать карту мира и быстро перемещаться по ней. Однако как раз отсутствие некоторых функций в MUD послужило толчком к созданию первой BBMMORPG игры.

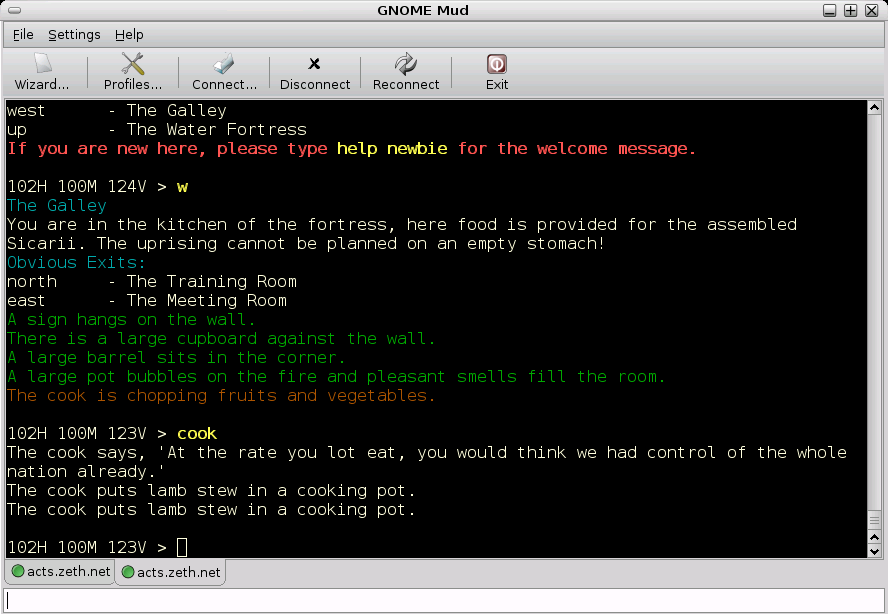
GnomeMUD
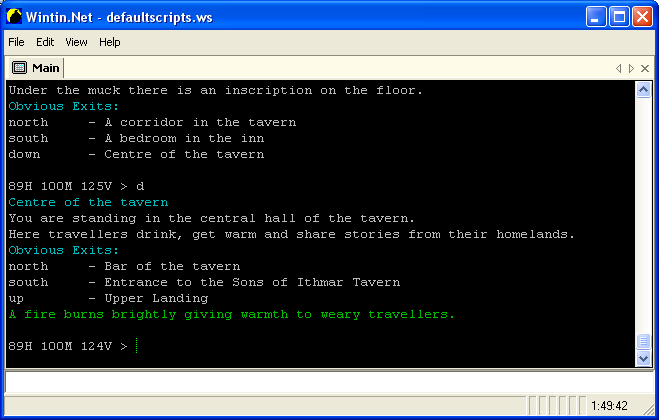
Wintin.net
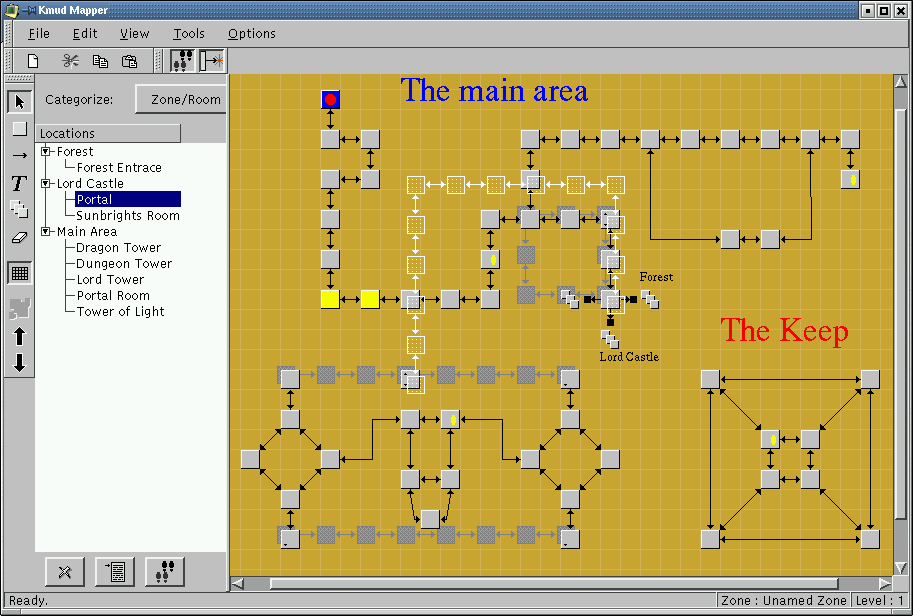
Kmud